# Liga Femenina 2 de baloncesto 2007-08
La Liga Femenina 2 de baloncesto 2007-08 fue la 7.ª temporada de la segunda máxima competición de clubes femeninos de baloncesto en España, organizada por la Federación Española de Baloncesto.

## Formato
- Liga regular: participaron 28 equipos divididos en dos grupos de 14 equipos. En cada grupo jugaron todos contra todos en partidos de ida/vuelta en 26 jornadas.
- Fase final: los cuatro primeros de ambos grupos disputaron en una misma sede la fase de ascenso a Liga Femenina, se dividieron en dos grupos de cuatro equipos, dos del grupo A y 2 del grupo B según el orden de clasificación. Los dos mejores de cada grupo pasaron a las semifinales. El ganador de cada una de ellas ascendió deportivamente a Liga Femenina.También se disputó la final entre los dos ganadores.[1]
- En esta temporada se suprimió la Fase de permanencia, y descenderían a Primera División Femenina los dos 2 últimos clasificados de cada grupo al final de la liga regular.[2]

## Equipos por comunidad autónoma

### Grupo A
| Comunidad autónoma  | N.º | Equipos |
| ------------------- | --- | --- |
| Asturias            | 1   | Efmo.com (Avilés) |
| Castilla y León     | 2   | CB Bembibre PDM (Bembibre) Caja Rural Verona Norte (Zamora)                                                                                               |
| Castilla-La Mancha  | 1   | Alvargómez (Guadalajara) |
| Comunidad de Madrid | 4   | Isolux - Corsan Alcobendas (Alcobendas) USP-CEU MMT Estudiantes (Madrid) Moguerza Real Canoe NC (Madrid) Canal Isabel II - Coslada (Coslada)              |
| Extremadura         | 1   | Iniexsa Cáceres 2016 (Cáceres) |
| Galicia             | 5   | Universitario de Ferrol (Ferrol) Pío XII (Santiago de Compostela) Durán Maquinaria Ensino (Lugo) CB Arxil Comervia (Pontevedra) Pabellón Ourense (Orense) |

### Grupo B
| Comunidad autónoma   | N.º | Equipos |
| -------------------- | --- | --- |
| Aragón               | 1   | La Bella Easo Casablanca (Zaragoza)                                                                                            |
| Canarias             | 2   | Tenerife Aguere (Santa Cruz de Tenerife) CB Uni-Cajacanarias (Santa Cruz de Tenerife)                                          |
| Cataluña             | 4   | SR Lima-Horta (Barcelona) BF Viladecans Estrusal (Viladecans) Femení Sant Adrià (San Adrián de Besós) Don Piso Girona (Gerona) |
| Comunidad Valenciana | 1   | Viaonetti Vinaròs (Vinaroz) |
| Islas Baleares       | 3   | Jovent Palma (Palma) Expofinques Tanit Eivissa (Ibiza) Cop Crespi - Joventut Mariana (Sóller)                                  |
| Navarra              | 1   | Obenasa Navarra (Pamplona) |
| País Vasco           | 2   | Biurrarena-UPV (San Sebastián) Irlandesas (Lejona)                                                                             |

## Liga Regular

### Grupo A
| | Equipo                     | Puntos | J  | G  | P  | PF   | PC   | DP   |
| --- | -------------------------- | ------ | -- | -- | -- | ---- | ---- | ---- |
| 1 | Pío XII                    | 46     | 26 | 20 | 6  | 1770 | 1520 | 250  |
| 2 | Caja Rural Verona Norte    | 46     | 26 | 20 | 6  | 2034 | 1738 | 296  |
| 3 | USP-CEU MMT Estudiantes    | 45     | 26 | 19 | 7  | 1971 | 1782 | 189  |
| 4 | CB Bembibre PDM            | 44     | 26 | 18 | 8  | 1834 | 1683 | 151  |
| 5 | Moguerza Real Canoe NC     | 42     | 26 | 16 | 10 | 1662 | 1504 | 158  |
| 6 | Efmo.com                   | 42     | 26 | 17 | 9  | 1839 | 1647 | 192  |
| 7 | Alvargómez                 | 39     | 26 | 13 | 13 | 1699 | 1685 | 14   |
| 8 | Durán Maquinaria Ensino    | 38     | 26 | 12 | 14 | 1608 | 1658 | -50  |
| 9 | CB Arxil Comervia          | 37     | 26 | 11 | 15 | 1811 | 1934 | -123 |
| 10 | Universitario de Ferrol    | 36     | 26 | 10 | 16 | 1690 | 1742 | -52  |
| 11 | Iniexsa Cáceres 2016       | 36     | 26 | 10 | 16 | 1629 | 1675 | -46  |
| 12 | Isolux - Corsan Alcobendas | 35     | 26 | 9  | 17 | 1780 | 1944 | -164 |
| 13 | Pabellón Ourense           | 31     | 26 | 5  | 21 | 1518 | 1826 | -308 |
| 14 | Canal Isabel II - Coslada  | 28     | 26 | 2  | 24 | 1531 | 1988 | -457 |
| Fuente: Federación Española de Baloncesto: Clasificación de la Liga Femenina 2 - Grupo A; actualización automática |                            |        |    |    |    |      |      |      |

### Grupo B
| | Equipo                        | Puntos | J  | G  | P  | PF   | PC   | DP   |
| --- | ----------------------------- | ------ | -- | -- | -- | ---- | ---- | ---- |
| 1 | Cop Crespi - Joventut Mariana | 50     | 26 | 24 | 2  | 1936 | 1490 | 446  |
| 2 | Don Piso Girona               | 47     | 26 | 21 | 5  | 1831 | 1390 | 441  |
| 3 | Viaonetti Vinaròs             | 47     | 26 | 21 | 5  | 1958 | 1658 | 300  |
| 4 | Femení Sant Adrià             | 44     | 26 | 18 | 8  | 1716 | 1555 | 161  |
| 5 | BF Viladecans Estrusal        | 42     | 26 | 16 | 10 | 1785 | 1619 | 166  |
| 6 | Biurrarena-UPV                | 41     | 26 | 15 | 11 | 1867 | 1807 | 60   |
| 7 | Obenasa Navarra               | 40     | 26 | 14 | 12 | 1752 | 1745 | 7    |
| 8 | CB Uni-Cajacanarias           | 39     | 26 | 13 | 13 | 1640 | 1733 | -93  |
| 9 | La Bella Easo Casablanca      | 36     | 26 | 10 | 16 | 1790 | 1861 | -71  |
| 10 | Jovent Palma                  | 34     | 26 | 8  | 18 | 1562 | 1670 | -108 |
| 11 | SR Lima-Horta                 | 34     | 26 | 8  | 18 | 1560 | 1712 | -152 |
| 12 | Tenerife Aguere               | 33     | 26 | 7  | 19 | 1571 | 1849 | -278 |
| 13 | Irlandesas                    | 30     | 26 | 4  | 22 | 1526 | 1911 | -385 |
| 14 | Expofinques Tanit Eivissa     | 29     | 26 | 3  | 23 | 1520 | 2014 | -494 |
| Fuente: Federación Española de Baloncesto: Clasificación de la Liga Femenina 2 - Grupo B; actualización automática |                               |        |    |    |    |      |      |      |

## Fase Final

### Grupo 1
| | Equipo            | Puntos | J | G | P | PF  | PC  | DP  |
| --- | ----------------- | ------ | - | - | - | --- | --- | --- |
| 1 | Pío XII           | 6      | 3 | 3 | 0 | 221 | 185 | 36  |
| 2 | Don Piso Girona   | 4      | 3 | 1 | 2 | 210 | 202 | 8   |
| 3 | Viaonetti Vinaròs | 4      | 3 | 1 | 2 | 209 | 233 | -24 |
| 4 | CB Bembibre PDM   | 4      | 3 | 1 | 2 | 197 | 217 | -20 |
| Fuente: Federación Española de Baloncesto: Clasificación de la Liga Femenina 2 - Final Grupo 1; actualización automática |                   |        |   |   |   |     |     |     |

### Grupo 2
| | Equipo                        | Puntos | J | G | P | PF  | PC  | DP  |
| --- | ----------------------------- | ------ | - | - | - | --- | --- | --- |
| 1 | Cop Crespi - Joventut Mariana | 6      | 3 | 3 | 0 | 221 | 179 | 42  |
| 2 | USP-CEU MMT Estudiantes       | 5      | 3 | 2 | 1 | 215 | 189 | 26  |
| 3 | Caja Rural Verona Norte       | 4      | 3 | 1 | 2 | 208 | 218 | -10 |
| 4 | Femení Sant Adrià             | 3      | 3 | 0 | 3 | 175 | 233 | -58 |
| Fuente: Federación Española de Baloncesto: Clasificación de la Liga Femenina 2 - Final Grupo 2; actualización automática |                               |        |   |   |   |     |     |     |

### Semifinales/Final
|  | Semifinales | Semifinales                   | Semifinales                   |                               |                         | Final                   | Final | Final |  |
|  |             |                               |                               |                               |                         |                         |       |       |  |
|  |             |                               |                               |                               |                         |                         |       |       |  |
|  | 1           | Pío XII                       | 67                            |                               |                         |                         |       |       |  |
|  | 1           | Pío XII                       | 67                            |                               |                         |                         |       |       |  |
|  | 2           | USP-CEU MMT Estudiantes       | 71                            |                               |                         |                         |       |       |  |
|  | 2           | USP-CEU MMT Estudiantes       | 71                            |                               | USP-CEU MMT Estudiantes | USP-CEU MMT Estudiantes | 80    |       |  |
|  |             |                               |                               |                               | USP-CEU MMT Estudiantes | USP-CEU MMT Estudiantes | 80    |       |  |
|  |             |                               | Cop Crespi - Joventut Mariana | Cop Crespi - Joventut Mariana | 75                      |                         |       |       |  |
|  | 2           | Don Piso Girona               | Cop Crespi - Joventut Mariana | Cop Crespi - Joventut Mariana | 75                      | 65                      |       |       |  |
|  | 2           | Don Piso Girona               |                               |                               |                         | 65                      |       |       |  |
|  | 1           | Cop Crespi - Joventut Mariana | 76                            |                               |                         |                         |       |       |  |
|  | 1           | Cop Crespi - Joventut Mariana | 76                            |                               |                         |                         |       |       |  |
|  |             |                               |                               |                               |                         |                         |       |       |  |

## Postemporada
Ascendieron a Liga Femenina:
- USP-CEU MMT Estudiantes (Campeonas).
- Cop Crespi - Joventut Mariana (Subcampeonas).

Descendieron de Liga Femenina:
- Arranz-Jopisa Burgos.
- Proffasa Badajoz Extremadura.

Descendieron a Primera División Fem:
- Canal Isabel II - Coslada.
- Expofinques Tanit Eivissa.
- (  Irlandesas y  Pabellón Ourense también en posiciones de descenso, mantuvieron la categoría por la ampliación de equipos en la próxima temporada).

Renunció a la Liga Femenina 2:
- Viaonetti Vinaròs.

Ascendieron desde Primera División Fem:
- Gdko Ibaizabal.
- CREF ¡Hola!.
- CB Valls Vane-Lafarge.
- Grupo Marsol Conquero.
- Aros (al ocupar vacantes).
- Segle XXI (al ocupar vacantes).

La Liga Femenina 2 se ampliaría hasta 31 equipos en la siguiente temporada.